# Taatsijärvi
Taatsijärvi är en sjö i Finland. Den ligger i kommunen Kittilä i landskapet Lappland, i den norra delen av landet, 900 km norr om huvudstaden Helsingfors. Taatsijärvi ligger 280,9 meter över havet. Arean är 13,7 hektar och strandlinjen är 2,51 kilometer lång. Sjön  ingår i Kemi älvs huvudavrinningsområde. 